# Fortalesa de la Ciutadella
La Ciutadella de Barcelona fou construïda després de la Guerra de Successió Espanyola amb la doble missió de defensar la ciutat i de reprimir qualsevol intent de revolta dels barcelonins. Fou enderrocada el 1869 i en el seu solar s'hi construí el parc de la Ciutadella. Només en queden tres edificis: la capella (actual parròquia castrense), el palau del governador (actual IES Verdaguer) i l'arsenal (actual seu del Parlament de Catalunya).

## Història
El 1700, la mort sense descendència del rei Carles II va provocar un conflicte successori que va donar origen a la Guerra de Successió (1701-1714), on van intervenir les principals potències europees: França en defensa del pretendent Felip de Borbó —futur Felip V— i el Sacre Imperi Romanogermànic, Gran Bretanya, Països Baixos i Portugal a favor de Carles d'Àustria —futur emperador Carles VI. Catalunya va optar inicialment per Felip, el qual va jurar les constitucions catalanes davant les Corts el 1701. No obstant això, alguns excessos comesos pel virrei Francisco Antonio de Velasco, al costat d'altres factors, van provocar un gir en les simpaties d'alguns dirigents catalans, els quals el 1705 es van passar al bàndol de Carles. Felip V va intentar recuperar la capital catalana el 1706, amb un exèrcit que va assetjar Barcelona per terra i mar, però va ser obligat a retirar-se. Malgrat tot, l'èxit de l'ofensiva francesa en les batalles d'Almansa (1707), Brihuega i Villaviciosa (1710) i la retirada del pretendent austríac després de la seva entronització com a emperador el 1711 (tractat d'Utrecht, 1713), van deixar sola Catalunya.
Durant el setge de Barcelona de 1713-1714 (14 mesos) van convergir aquestes dues realitats. Amb la victòria de les tropes assaltants, comandades per James Fitz-James Stuart, duc de Berwick, l'11 de setembre de 1714, fou suprimit immediatament l'òrgan de govern de la ciutat, el Consell de Cent i es produïren un seguit de reformes i de grans canvis en el conjunt del sistema defensiu de la ciutat de Barcelona. A partir de 1715, un cop descartat el projecte del comte de Lecherrainne per a construir una fortalesa a les Drassanes de Barcelona. l'enginyer militar espanyol d'origen flamenc Joris Prosper Van Verboom ideà un projecte on va replantejar totes les defenses militars barcelonines. Aquest preveia refer i ampliar el castell de Montjuïc, reforçar el paper de les Drassanes com a caserna militar, revisar el sistema de bastions i afegir defenses exteriors, com el Fort Pienc i el fort de Don Carles. A l'interior de la ciutat es van construir noves casernes militars, tot reconvertint edificis civils, com els Estudis al capdamunt de la Rambla, o religiosos, com el convent de Sant Agustí Vell, que el 1720 acollí l'Acadèmia Militar de Barcelona promoguda per Joris Prosper Van Verboom.

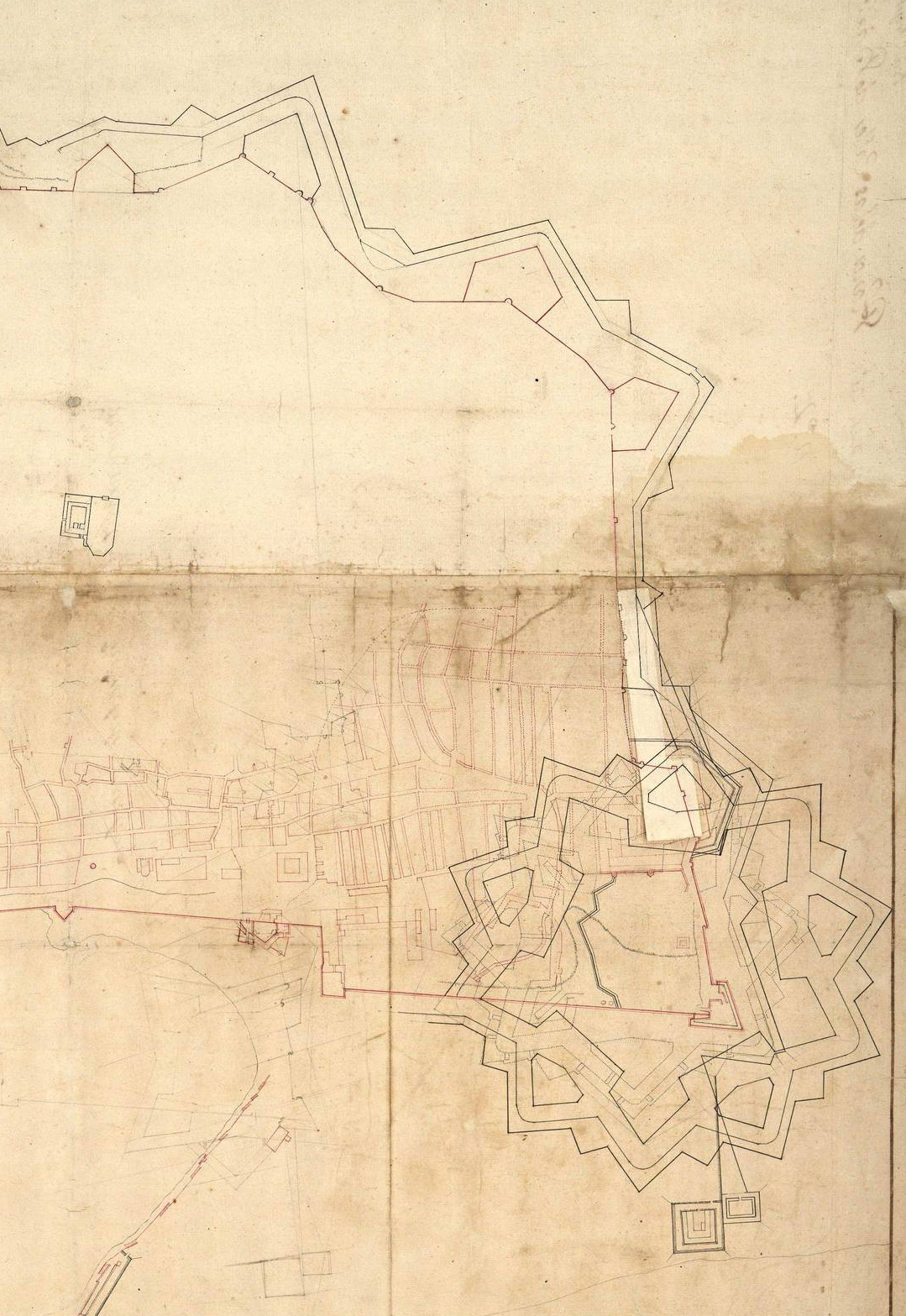
Plànol de Barcelona de 1715 amb el projecte de Ciutadella i la superposició sobre la trama urbana

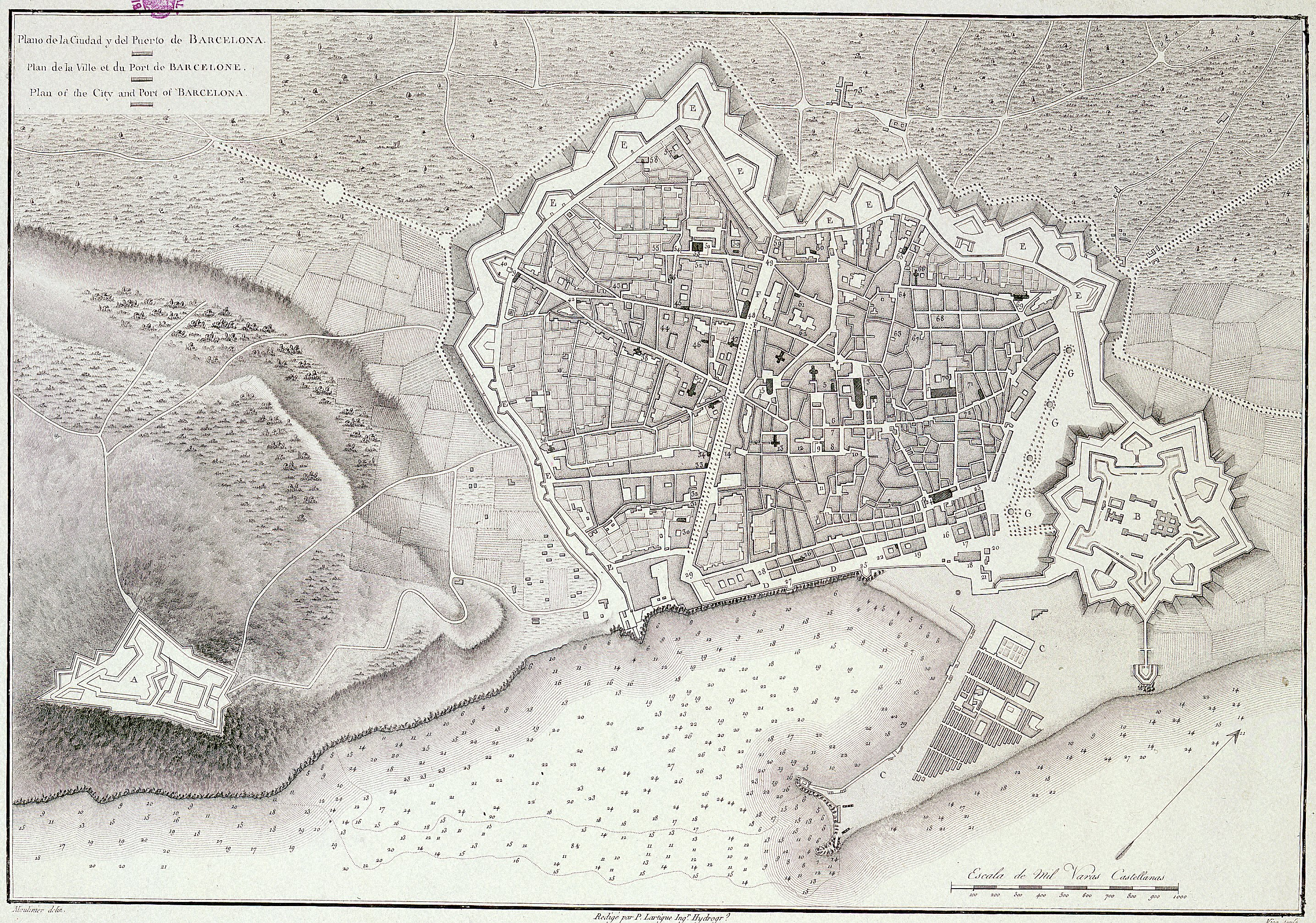
Plànol de Barcelona del 1806 amb la Ciutadella integrada dins les muralles i el passeig de l'Esplanada inaugurat el 1802, separant-la de la ciutat

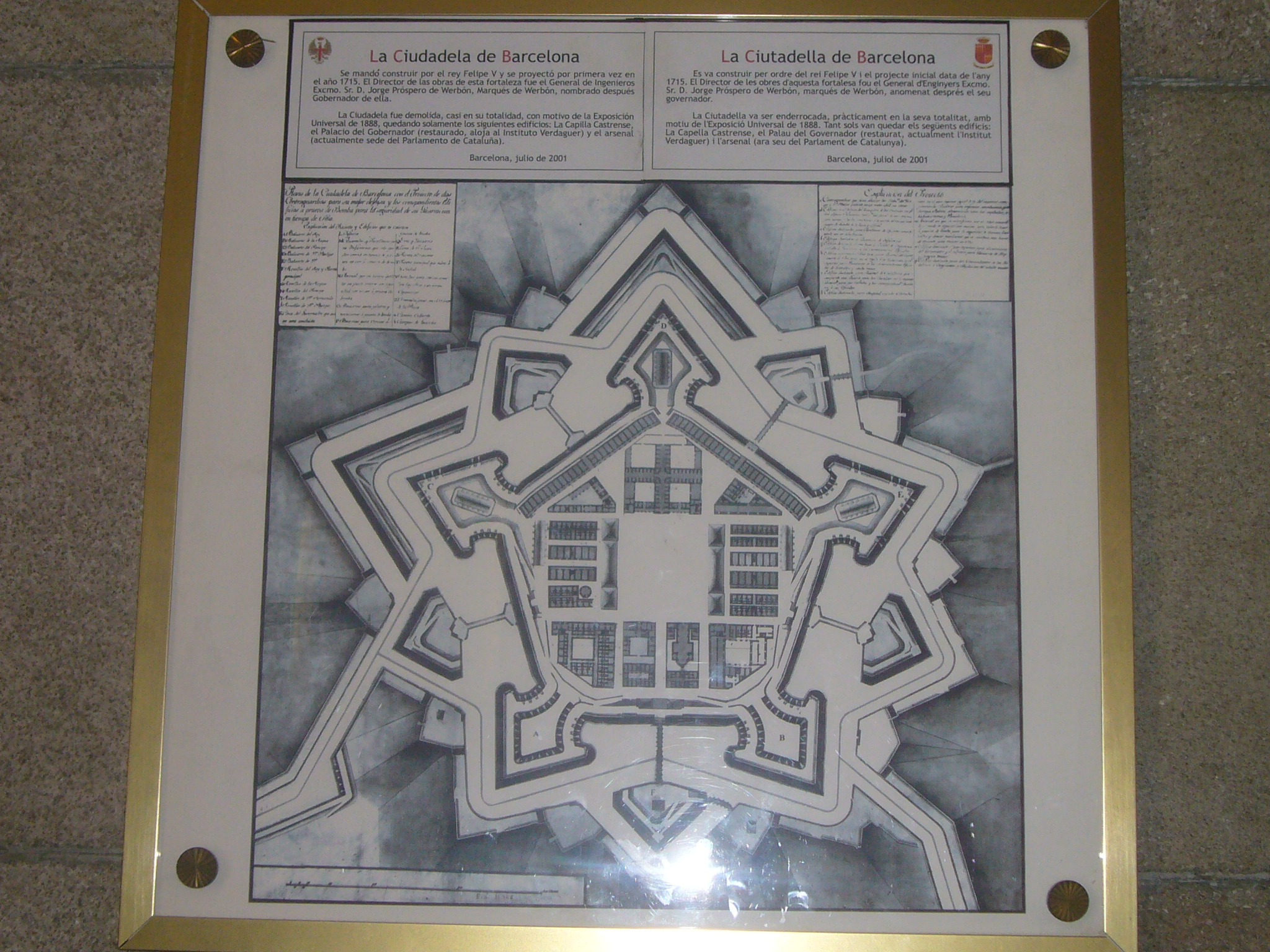
Plànol de la fortalesa, ubicat a la capella de la Ciutadella

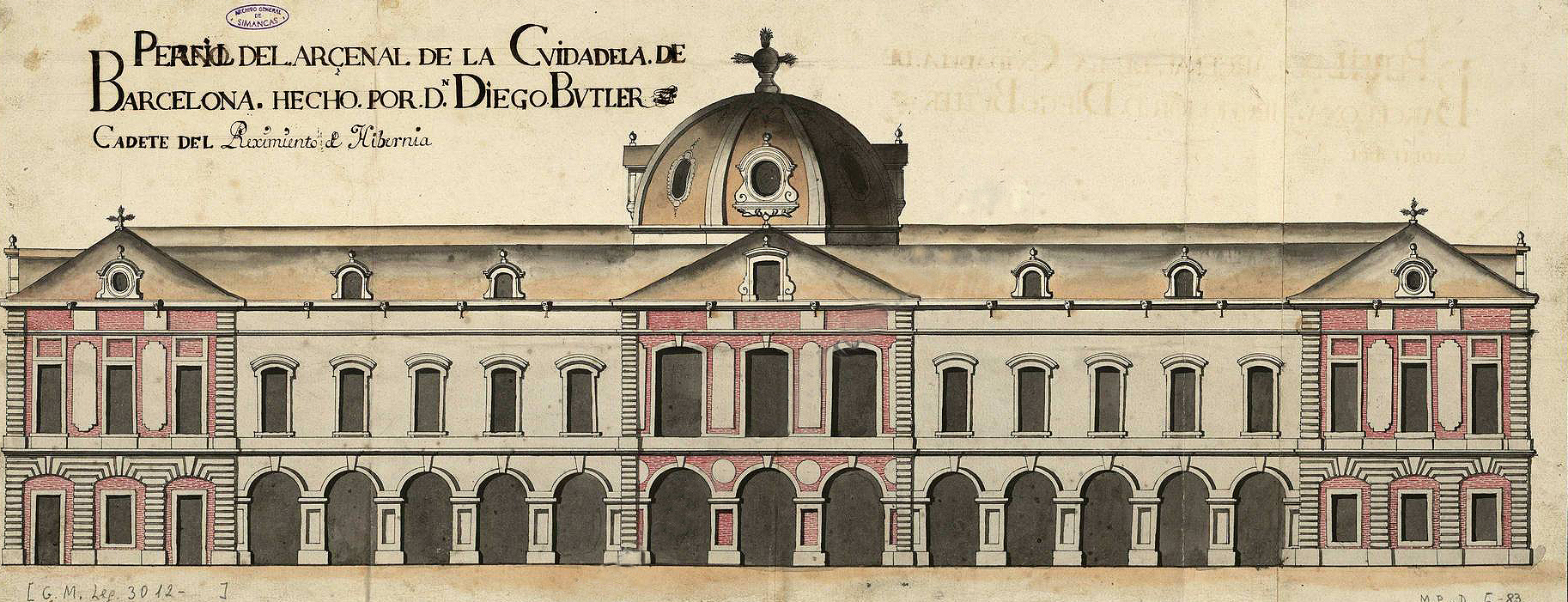
L'Arsenal de la Ciutadella el 1725

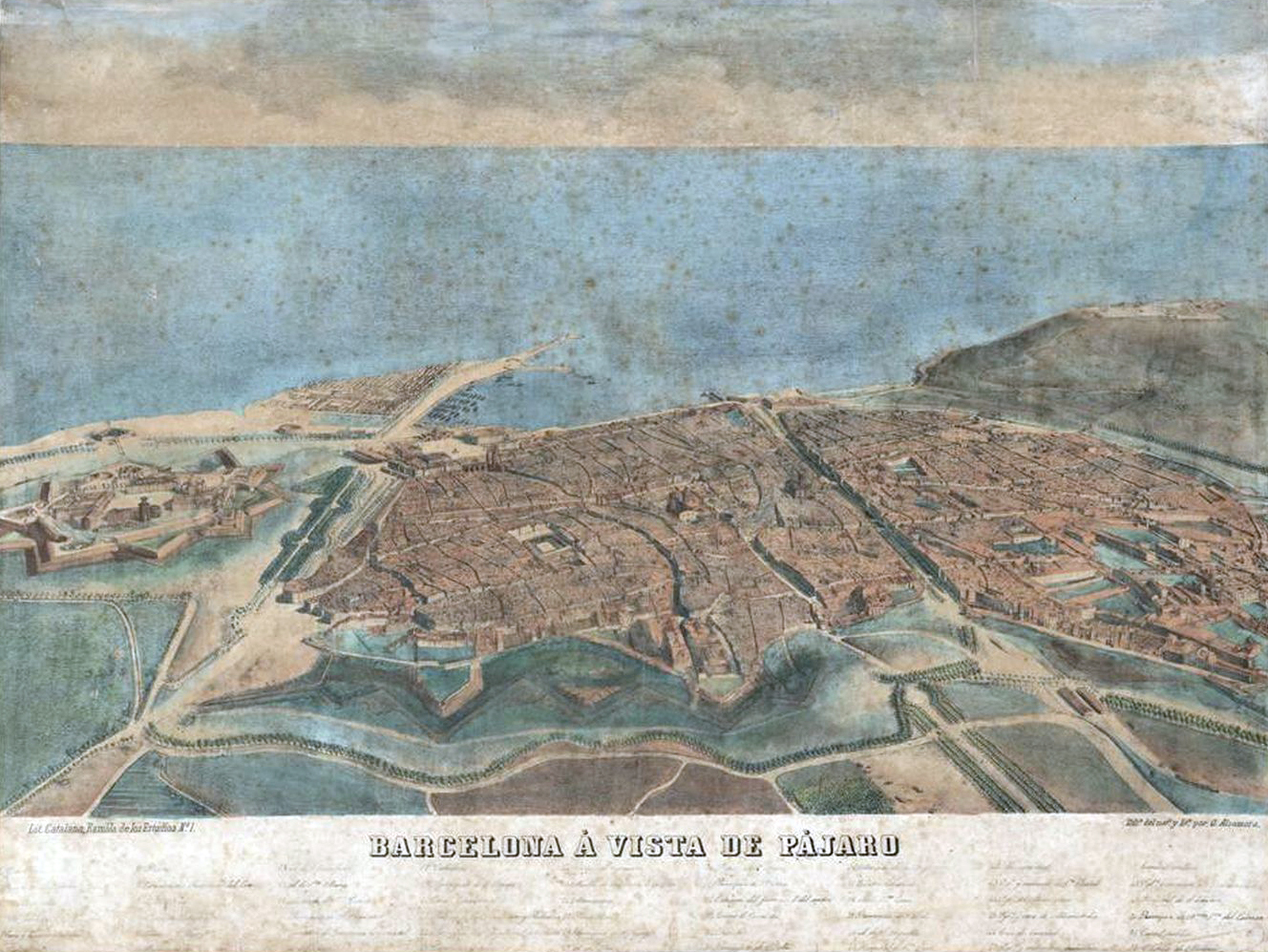
Barcelona a vista d'ocell (1857), d'Onofre Alsamora; a l'esquerra s'aprecia la Ciutadella i l'esplanada entre aquesta i la ciutat

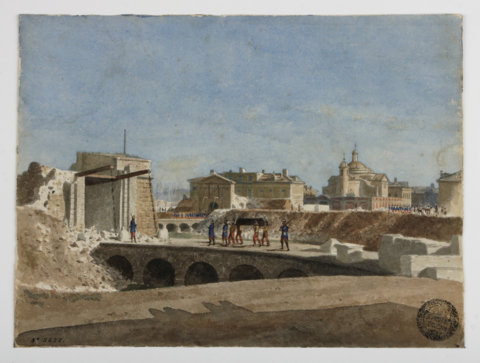
Enderroc de la Ciutadella l'any 1869

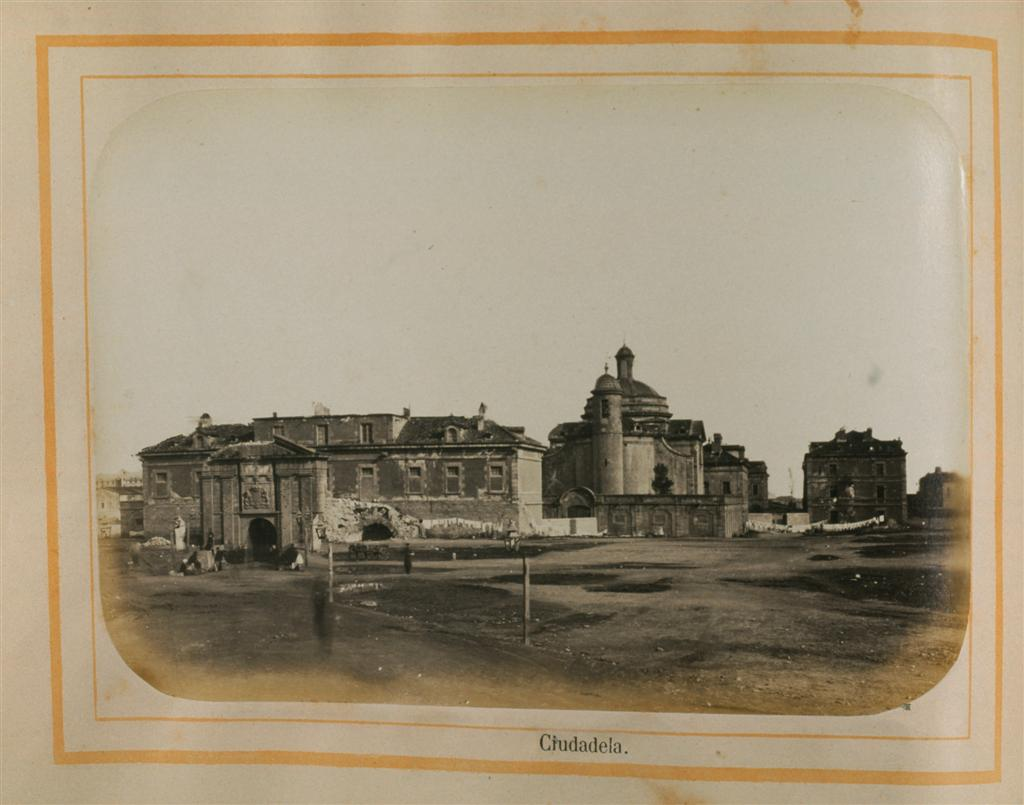
Edificis de la fortalesa de la Ciutadella el 1870, en ple procés d'enderrocament

Però l'element clau fou la construcció d'un nova fortalesa de considerables dimensions: la Ciutadella. La proposta no era nova, ja que anteriorment els enginyers militars castellans van voler fer realitat aquesta idea, però per manca de mitjans econòmics no es va realitzar mai. El bastiment d'aquesta fortalesa naixia d'una doble necessitat: millorar la pròpia defensa de la capital catalana, i buscar el control militar de la ciutat, amb la intenció ben explícita de «dominar al pueblo de Barcelona». Verboom va proposar edificar una ciutadella pentagonal de grans dimensions, equiparable a les de Torí, Anvers o Parma. La fortalesa havia de protegir i augmentar les defenses al sector més desprotegit de la marina i el punt més dèbil de la defensa de terra, aquells que Verboom havia aconsellat per dur a terme l'atac durant el setge, i per on les tropes franco-castellanes feren la seva entrada a la ciutat: el Portal Nou i el de Santa Clara. Alhora, a més de proporcionar protecció dels atacs exteriors, també hauria de subjectar militarment la ciutat, en dominar els seus barris més poblats, i en envoltar-la mitjançant una cortina de foc amb els forts de la Ciutadella i Montjuic. D'aquesta manera per construir la ciutadella i establir al seu voltant la imprescindible esplanada, es va haver de modificar ostensiblement l'urbanisme de la ciutat, tot enderrocant una bona part de la trama urbana articulada d'antic al voltant de l'eix del Rec Comtal, i als sectors més allunyats del barri de la Ribera, incloent-hi també el monestir de Santa Clara.
L'1 de març de 1716 es posà la primera pedra de la Ciutadella, en el baluard del Rei, que mirava cap a la ciutat, i el 7 de març de 1717 es finalitzaren els remats dels baluards del Rei, de la Reina i del Príncep, i a partir d'aquest moment s'iniciaren els enderrocs de 38 carrers i 1.016 habitatges del barri de la Ribera, deixant així lloc a l'esplanada de 120 m de separació entre la fortalesa i les construccions del voltant. En total, van ser desallotjades unes 4500 persones, sense cap indemnització i abandonades a la seva sort. El 1753, per alleujar els problemes d'habitatge provocats per l'enderrocament del barri de la Ribera i a iniciativa del marquès de la Mina, es va aixecar el barri de la Barceloneta seguint el projecte de Verboom de 1719.
El 25 de gener de 1725 es van donar per finalitzades les obres, el mateix any de la signatura del Tractat de Viena, que suposava la pau entre Felip V i l'emperador Carles V. L'estudi realitzat a partir dels plànols originals de Verboom, ajudat amb la constatació arqueològica contrastada a partir de les diverses intervencions realitzades en els darrers anys, ha demostrat la quasi total coincidència i exactitud en l'execució del projecte sobre el terreny. Les dimensions de la fortificació eren de 321,5 m de distància entre les puntes dels baluards contigus, i un diàmetre de 547 m des del seu centre fins als seus cinc baluards (del Rei, de la Reina, del Príncep, Don Ferram i Don Felip) i revellins; si incloguéssim també el fossat s'ampliaria fins als 617 m de diàmetre. La documentació recuperada de l'Arxiu General de Simancas ha permès constatar les alçades de la fortalesa: els dos baluards enfrontats a la ciutat tenien 16,3 m des dels peus del fossat, mentre que els tres restants tenien 11,2 m, ja que no presentaven cavallers, element que permetia augmentar la potència ofensiva. Finalment, la contraescarpa tenia una alçada d'uns 6 m, i que evidentment es corresponia a la fondària del fossat. Les dimensions totals de la ciutadella borbònica eren d'unes 28,6 hectàrees d'extensió, i que s'equiparà en el seu moment als grans forts europeus, com la de Lille, o el castell de Sant Ferran de Figueres.
A l'interior, la torre de Sant Joan, que havia estat el campanar de l'església del convent de Santa Clara, es va aprofitar com a presó després d'algunes reformes. L'acompanyaven diverses edificacions per a l'aquarterament, entre les quals destacaven l'arsenal, la capella i el palau del governador.
L'any 1751, sota la direcció de l'enginyer militar castellà Juan Martín Cermeño, es dugueren a terme les darreres intervencions i reformes en el conjunt de les defenses urbanes de la ciutat de Barcelona, i que replantejava la proposta de Verboom, per tal de resoldre definitivament la revisió de les fortificacions de la ciutat. Aquests treballs van permetre finalitzar la construcció de la Ciutadella i refer el castell de Montjuic, a més de revisar tot el sistema de baluards de la ciuta. Amb tot, es van realitzar a l'entorn de la Ciutadella diverses millores urbanístiques, com la urbanització del passeig de l'Esplanada (1797), una àmplia avinguda solcada d'àlbers i oms i decorada amb fonts ornamentals, que durant un temps va ser el principal espai verd de la ciutat, desaparegut durant les obres d'urbanització del parc de la Ciutadella; o la instal·lació el 1816 del jardí del General, el primer jardí públic de la ciutat, una iniciativa del capità general Francisco Javier Castaños, amb una extensió de 0,4 ha, desaparegut el 1877 també durant la urbanització del parc.
Amb el temps, la Ciutadella es va convertir en un símbol de repressió i en ella van ser ajusticiats nombrosos presos polítics, especialment durant l'ocupació napoleònica i durant el govern absolutista de Ferran VII. Entre 1828 i 1830, el capità general Charles d'Espagnac va iniciar una brutal repressió contra els liberals, amb centenars d'execucions i milers d'empresonaments, generalment sense judici ni proves. El 1836, les notícies arribades a la ciutat dels excessos comesos pels carlins van conduir a la multitud a assaltar la presó de la Ciutadella i matar uns cent presoners de guerra carlins.

### Enderrocament
La primera petició per a l'enderroc de la Ciutadella fou presentada al rei pels regidors de l'Ajuntament de Barcelona, el 29 de desembre de 1794, i fou desatesa igual que les peticions de 1840, 1845 i 1862. El 1841, la Junta de Vigilància constituïda a la ciutat després de l'accés al poder del general Espartero va iniciar-ne l'enderrocament, però el fracàs del cop antiesparterista d'O'Donnell a Pamplona va parar la iniciativa i l'Ajuntament va ser obligat a reconstruir les parts enderrocades, unes obres que es van perllongar fins al 1850.
El 1854 es van enderrocar les muralles medievals de la ciutat, donant pas al Pla Cerdà (1859), que instituïa un traçat ortogonal entre Montjuïc i el Besòs, amb un sistema de carrers rectilinis que delimitaven una sèrie d'illes de planta octogonal. En el seu traçat. la Ciutadella estava ocupada per illes d'habitatges, excepte la part septentrional, on situava un parc i un centre de serveis; d'altra banda, aquest sector hauria estat partit per l'avinguda Meridiana. No obstant això, aquesta part no va arribar a realitzar-se.
Finalment, amb l'esclat de la Revolució de 1868 es va obrir el camí per a la demolició de la Ciutadella: el 12 de desembre de 1869, el govern del general Prim va aprovar el decret que cedia la fortalesa a la ciutat, amb la condició que el terreny anés destinat a un jardí públic i l'Ajuntament es fes càrrec del cost de la demolició i la construcció de casernes de substitució. Les obres d'enderrocament van ser a càrrec de l'arquitecte municipal Antoni Rovira i Trias, i van començar amb l'enderrocament de la torre de Sant Joan, la presó militar situada a la Plaça d'Armes.

## Intervencions arqueològiques
Diverses intervencions arqueològiques realitzades en els darrers anys han permès posar al descobert diferents elements que conformen la fortalesa borbònica, i que confirmen les evidències dels plànols del projecte original del segle xviii.
La Ciutadella va ser enderrocada a l'alçada de la cota superior de la contraescarpa, fet que suposava uns 6 m de potència de paraments conservats sota del subsòl del parc de la Ciutadella, en concret del fossat, de la contraescarpa i de l'escarpa. Els treballs arqueològics als passeigs de Pujades i de Picasso van posar al descobert, entre d'altres, dos fragments de la contraescarpa; un fragment de la cortina que unia els baluards del Rei i del Príncep; un tram del passadís a prova de bomba que se situava sota el baluard del Rei; i part de les dues cares i el flanc nord/nord-oest del revellí a través del qual s'accedia a la porta principal de la fortalesa mitjançant dos ponts llevadissos.
Molt a prop, al passeig dels Til·lers, es va documentar restes del baluard del Rei, així com un tram de 75 m de muralla, i les restes del camí cobert de la contraescarpa, que delimitava tot el conjunt defensiu. L'any 1989 es dugué a terme una important obra d'infraestructura a bona part del parc de la Ciutadella que va posar al descobert importants restes de l'edifici borbònic, que reaprofitaven estructures de la muralla medieval, així com trams de muralla compresos entre els Baluards del Rei i de la Reina, on es localitzava la porta principal d'accés, i un segon tram situat entre els Baluards de la Reina i el Príncep. Entre d'altres, també es van localitzar diversos segments de la contraescarpa o talús del vall oposat a l'escarpa; i es van testimoniar dues parts del revellí que es trobava entre el baluard de la Reina i el del Príncep.
Enfront del Parlament de Catalunya, unes obres van posar al descobert les restes de les antigues edificacions internes (una cantina i un forn de pa) de la Ciutadella, així com el seu enderrocament l'any 1869.
Finalment, diverses intervencions realitzades en els darrers any al passeig de la Circumval·lació han permès posar al descobert, entre d'altres, diferents elements d'aquest fortalesa: el fossat i la seva contraescarpa; el camí cobert que envoltava l'edifici; un tram de quasi 30 m de longitud d'una de les cares del baluard de la Reina i les restes d'un passadís cobert que comunicava la Ciutadella amb la ciutat a través del Portal de Mar.